# Sabaneta (Venezuela)
Sabaneta es una ciudad y capital del municipio Alberto Arvelo Torrealba, en el noroeste del estado Barinas, al oeste de Venezuela, fundada en 1787 por el español Juan de Alhama. Cuenta con unos 27 850 habitantes. Sabaneta es conocida por ser la ciudad natal del fallecido expresidente Hugo Chávez.
La actividad de la ciudad de Sabaneta es muy extensa y cuenta con cultivos de tabaco, algodón y caña de azúcar, lo que permite que en Sabaneta se pueda procesar el azúcar. Su código telefónico de área, designado por CANTV, es 0273.
Para el año 1661, luego de la llegada de los españoles, se estableció un centro poblado llamado Sabaneta. El origen de este nombre se deriva del término sabana, voz indígena, que significa superficie extensa y plana, cubierta de gramíneas predominantemente, por lo cual se deduce que este poblado provino del aspecto que presentó a los primeros pobladores. El nombre del municipio es en honor al poeta barinés Alberto Arvelo Torrealba, autor del célebre poema Florentino y el diablo. Para el año de 1782 Sabaneta tenía 3000 habitantes, el gobernador Fernando Mijares, en una relación sobre la Provincia de Barinas, colocó a Sabaneta en el año 1787, en la categoría de pueblos subalternos de españoles.